# Liste von Persönlichkeiten der Stadt Uppsala
Dies ist eine Liste von Persönlichkeiten der Stadt Uppsala. Die Liste erhebt keinen Anspruch auf Vollständigkeit.

## Söhne und Töchter der Stadt
Folgende Persönlichkeiten sind in der Stadt geboren. Die Auflistung erfolgt chronologisch nach Geburtsjahr. Ob sie ihren späteren Wirkungskreis in Uppsala hatten oder nicht, ist dabei unerheblich.

### 12. bis 18. Jahrhundert
- Folke Birgersson (1164–1210), von 1208 bis 1210 Jarl unter dem schwedischen König Sverker II.
- Johann von Schweden (1589–1618), schwedischer Prinz, Herzog von Östergötland und Herzog von Finnland
- Olof Rudbeck der Jüngere (1660–1740), Anatom und Botaniker
- Olof Celsius der Ältere (1670–1756), Botaniker, Sprachforscher, Runenforscher und Priester
- Erik Benzelius der Jüngere (1675–1743), lutherischer Theologe, 1742–1743 Erzbischof von Uppsala
- Jakob Benzelius (1683–1747), lutherischer Theologe, 1744–1747 Erzbischof von Uppsala
- Ferdinand Zellbell (der Ältere) (1689–1765), Organist und Komponist
- Anders Celsius (1701–1744), Astronom, Mathematiker und Physiker
- Olof Celsius der Jüngere (1716–1794), lutherischer Geistlicher und Historiker
- Sven Rinman (1720–1792), Bergbauexperte, Mineraloge und Chemiker
- Elisabeth Christina von Linné (1743–1782), Botanikerin
- Anna Maria Lenngren (1754–1817), Schriftstellerin
- Immanuel Nobelius (1757–1839), Arzt
- Carl von Rosenstein (1766–1836), lutherischer Theologe, 1819–1836 Erzbischof von Uppsala
- Carl Otto Mörner (1781–1868), Baron und Diplomat

### 19. Jahrhundert
- Lars Johan Hierta (1801–1872), Verleger und Politiker
- Per Gustaf Berg (1805–1889), Verleger
- Thekla Knös (1815–1880), Autorin, Dichterin und Übersetzerin
- Gustaf Eduard Graf Taube von Odenkat (1818–1899), Stadtkommandant von Stockholm
- Emma Schenson (1827–1913), Aquarellmalerin und Fotografin
- Tycho Tullberg (1842–1920), Zoologe
- Salomon Eberhard Henschen (1847–1930), Arzt
- Carl Eberhard Taube von Odenkat (1854–1934), schwedischer Graf, Oberst und Schlossvogt
- Lennart Kjellberg (1857–1936), Archäologe
- Svante Arrhenius (1859–1927), Physiker und Chemiker, Nobelpreisträger für Chemie
- Bruno Liljefors (1860–1939), Maler
- Arvid Lindman (1862–1936), Politiker
- Nathan Söderblom (1866–1931), lutherischer Theologe, 1914–1931 Erzbischof von Uppsala, Friedensnobelpreisträger
- Ruben Liljefors (1871–1936), Komponist und Dirigent
- Astrid Cleve (1875–1968), Botanikerin und Chemikerin
- Robert Elias Fries (1876–1966), Botaniker und Mykologe
- Henning Waldenström (1877–1972), Orthopäde
- Ernst Fredrik Werner Alexanderson (1878–1975), schwedisch-amerikanischer Elektroingenieur
- Lars Birger Ekeberg (1880–1968), Jurist und Reichsmarschall
- Einar Löfstedt (1880–1955), Klassischer Philologe
- Harald Fryklöf (1882–1919), Organist, Musikpädagoge und Komponist
- Oskar Sillén (1883–1965), Wirtschaftswissenschaftler
- Hilding Kjellman (1885–1953), Romanist und Provenzalist, ferner Regierungspräsident
- Sune Almkvist (1886–1975), Bandy- und Fußballspieler
- Nils Frykberg (1888–1966), Mittel- und Langstreckenläufer
- Nils Ahnlund (1889–1957), Historiker
- Torsten Bohlin (1889–1950), lutherischer Theologe und Bischof im Bistum Härnösand
- Gerda Boëthius (1890–1961), Kunsthistorikerin
- Paulus af Uhr (1892–1972), Generalmajor und Leichtathlet
- Carl-Olof Nylén (1892–1978), HNO-Arzt und Tennisspieler
- Stina Aronson (1892–1956), Schriftstellerin
- Åke Hammarskjöld (1893–1937), Jurist und Diplomat, Richter am Ständigen Internationalen Gerichtshof
- Gustaf Mattsson (1893–1977), Langstrecken- und Hindernisläufer
- Einar Lindqvist (1895–1972), Bandy- und Eishockeyspieler

### 20. Jahrhundert

#### 1901 bis 1950
- Alva Myrdal (1902–1986), Soziologin, Politikerin und Friedensnobelpreisträgerin
- Erik Bergstrand (1904–1987), Physiker
- Alvar Zacke (1904–1977), Drehbuchautor, Schriftsteller, Übersetzer und Journalist
- Greta Arwidsson (1906–1998), Archäologin
- Hjalmar Pettersson (1906–2003), Radrennfahrer
- Hillevi Svedberg (1910–1990), Architektin
- Sven Thor (1910–1989), Radrennfahrer
- Rickard Sarby (1912–1977), Konstrukteur von Kanubooten und Segler
- Jonas Persson (1913–1986), Radrennfahrer
- Sverker Åström (1915–2012), Diplomat
- Donald Hamilton (1916–2006), US-amerikanischer Krimiautor
- Per-Olov Löwdin (1916–2000), Physiker
- Ingmar Bergman (1918–2007), Film- und Theaterregisseur
- Arne Mattsson (1919–1995), Filmregisseur und Drehbuchautor
- Halle Janemar (1920–2016), Radrennfahrer und Eisschnellläufer
- Viveca Lindfors (1920–1995), US-amerikanische Film- und Theaterschauspielerin
- Sten Gagnér (1921–2000), Rechtshistoriker
- Bertil Albertsson (1921–2008), Langstreckenläufer
- Margareta Bergman (1922–2006), Schriftstellerin
- Arvid Carlsson (1923–2018), Pharmakologe
- Bertil Haase (1923–2014), Moderner Fünfkämpfer, Biathlet und Skiläufer
- Torsten N. Wiesel (* 1924), Neurobiologe
- Germund Dahlquist (1925–2005), Mathematiker
- Lars-Olof Brilioth (1926–2015), Diplomat
- Hans Andén (* 1928), Diplomat
- Hans Blix (* 1928), schwedischer Außenminister
- Erland Cullberg (1931–2012), Künstler
- Tore Samuel Nyberg (1931–2018), Historiker
- Gunnar Weman (1932–2024), lutherischer Geistlicher, 1993–1997 Erzbischof von Uppsala
- Göran Larsson (1932–1989), Freistil- und Rückenschwimmer
- Nils Lindberg (1933–2022), Jazzpianist und Komponist
- Lars Erstrand (1936–2009), Jazz-Vibraphonist
- Ingun Montgomery (* 1936), evangelische Theologin
- Bo Karenus (1937–2007), Eisschnellläufer
- Ove Andersson (1938–2008), Rallyefahrer
- Anna-Karin Eurelius (* 1942), Schriftstellerin
- Carl Wolmar Jakob von Uexküll (* 1944), schwedisch-deutscher Philatelist und Philanthrop und Politiker, MdEP
- Hans Rosling (1948–2017), Arzt, Forscher, Statistiker und Entrepreneur
- Wilhelm Agrell (* 1950), Politologe und Autor

#### 1951 bis 1975
- Stefan Parkman (* 1952), Dirigent, Chorleiter und Hochschullehrer
- Ragnar Persenius (* 1952), Bischof der Schwedischen Kirche
- Kjell Eriksson (* 1953), Autor, Politiker und Gärtner
- Samuel Bächli (* 1954), Schweizer Dirigent
- Magnus Florin (* 1955), Schriftsteller, Regisseur und Dramaturg
- Claes Svensson (* 1955), Radrennfahrer
- Timothy Williamson (* 1955), britischer Philosoph
- Svante Rasmuson (* 1955), Moderner Fünfkämpfer
- Roine Stolt (* 1956), Musiker
- Anders Tegnell (* 1956), Staatsepidemiologe
- Henrik Berggren (* 1957), Journalist und Historiker
- Tomas Riad (* 1959), Sprachwissenschaftler
- Lotta Lundberg (* 1961), Schriftstellerin
- Jan Ohlsson (* 1962), Kinderschauspieler
- Håkan Östlundh (* 1962), Journalist und Schriftsteller
- Monica Äijä (* 1963), Skirennläuferin
- Magnus Tideman (* 1963), Tennisspieler
- Anders Widmark (1963–2024), Jazzmusiker
- Staffan Olsson (* 1964), Handballspieler
- Rebecka Törnqvist (* 1964), Pop- und Jazz-Sängerin
- E-Type (* 1965), Dancemusiker
- Markus Marterbauer (* 1965), österreichischer Ökonom
- Ella Lemhagen (* 1965), Regisseurin
- Rikard Milton (* 1965), Schwimmer
- Patrick Englund (* 1965), Fußballspieler und -trainer
- Karin Enström (* 1966), Politikerin
- Per-Ulrik Johansson (* 1966), Profigolfer
- Åsa Larsson (* 1966), Schriftstellerin
- Johan Renck (* 1966), Musiker und Regisseur
- Helena Waller (* 1966), Freestyle-Skierin
- Magdalena Andersson (* 1967), Politikerin
- Anna Hedh (* 1967), Politikerin (Socialdemokraterna), MdEP
- Pelle Carlberg (* 1969), Popsänger, Frontmann der Band Edson
- Mark Ella (* 1970), deutscher Politiker (FDP)
- Malena Ernman (* 1970), Opernsängerin
- Gunilla Svärd (* 1970), Orientierungsläuferin
- Jenny Eidolf (* 1971), Freestyle-Skierin
- Nina Hemmingsson (* 1971), Comiczeichnerin, Autorin, Cartoon- und Satirezeichnerin
- André Saraiva (* 1971), französischer Graffiti-Künstler
- Magnus Wikman (* 1971), Fußballspieler und -trainer
- Lisa Werlinder (* 1972), schwedische Schauspielerin und Sängerin
- Erik Ullenhag (* 1972), Politiker (Folkpartiet liberalerna)
- Mattias Lööf (* 1972), Eishockeyspieler
- Jonas Löfström (* 1973), Eishockeyspieler
- Johanna Nilsson (* 1973), Schriftstellerin
- Andreas Pihl (* 1973), Eishockeyspieler
- Joakim Nätterqvist (* 1974), Schauspieler und Sänger
- Markus Matthiasson (* 1975), Eishockeyspieler
- Maria Sundbom (* 1975), Schauspielerin
- Eva Rexed (* 1975), Schauspielerin
- Klebér Saarenpää (* 1975), Fußballspieler

#### 1976 bis 2000
- Alexander Karim (* 1976), Filmschauspieler
- Annika Billstam (* 1976), Orientierungsläuferin
- Kurre Lansburgh (* 1977), Freestyle-Skier
- Fredrik Ericsson (* 1978), Radrennfahrer
- Carl-Johan Fogelklou (* 1980), Rockmusiker
- Amanda Sofia Margareta Lind (* 1980), Kultur- und Demokratiemininsterin
- Åsa Ericsdotter (* 1981), Schriftstellerin
- Helgi Valur Daníelsson (* 1981), isländischer Fußballspieler
- Daniel Larsson (* 1981), Dartspieler
- Veronica Maggio (* 1981), Sängerin
- Johan Ejdepalm (* 1982), Eishockeyspieler
- Josefine Öqvist (* 1983), Fußballspielerin
- Nathalie Larsson (* 1984), Sportschützin
- Emily Baldoni (* 1984), Schauspielerin
- Nicklas Danielsson (* 1984), Eishockeyspieler
- Chioma Nnamaka (* 1985), Basketballspielerin
- Johannes Salmonsson (* 1986), Eishockeyspieler
- Robert Åhman-Persson (* 1987), Fußballspieler
- Ebba Busch (* 1987), Politikerin
- Emil Sandin (* 1988), Eishockeyspieler
- Jonathan Carlsson (* 1988), Eishockeyspieler
- Tim Göransson (* 1988), Tennisspieler
- Emilia Appelqvist (* 1990), Fußballspielerin
- Martina Granström (* 1991), Schwimmerin
- Ludwig Blomstrand (* 1993), Eishockeyspieler
- Jesper Nyholm (* 1993), schwedisch-philippinischer Fußballspieler
- Tehilla Blad (* 1995), Schauspielerin
- Marija Banušić (* 1995), Fußballspielerin
- Robert Hägg (* 1995), Eishockeyspieler
- Filippa Angeldal (* 1997), Fußballspielerin
- Nebil Ibrahim (* 2000), Boxer
- Caisa-Marie Lindfors (* 2000), Diskuswerferin
- Felicia Truedsson (* 2000), Schauspielerin

### 21. Jahrhundert
- Jamie Roche (* 2001), Fußballspieler
- Moa Boström Müssener (* 2001), Skirennläuferin

## Persönlichkeiten, die vor Ort gewirkt haben
- Carl von Linné (1707–1778), Naturwissenschaftler, war Professor und später Rektor der Universität Uppsala
- Carl von Linné (1741–1783), Botaniker, Demonstrator am Botanischen Garten Uppsala, später dessen Direktor, war Professor an der Universität Uppsala
- Anders Jonas Ångström (1814–1874), Astronom und Physiker, war Professor und später Rektor der Universität Uppsala